# 韦勒河畔圣让
韦勒河畔圣让（法語：Saint-Jean-sur-Veyle，法語發音：[sɛ̃ ʒɑ̃ syʁ vɛl]）是法国安省的一个市镇，位于该省西部，属于布雷斯地区布尔格区。

## 地理
韦勒河畔圣让（46°15'29"N, 4°54'56"E）面积11.21 平方千米，位于法国奥弗涅-罗讷-阿尔卑斯大区安省，该省份为法国东部省份，北起汝拉省，西北接索恩-卢瓦尔省，西接罗讷省和里昂大都会，南至伊泽尔省，东与萨瓦省、上萨瓦省和瑞士接壤。
与韦勒河畔圣让接壤的市镇（或旧市镇、城区）包括：比济亚、克罗泰、莱兹、佩雷克斯、蓬德韦勒、圣安德烈德巴热、芒通河畔圣西尔、巴热-多马坦。

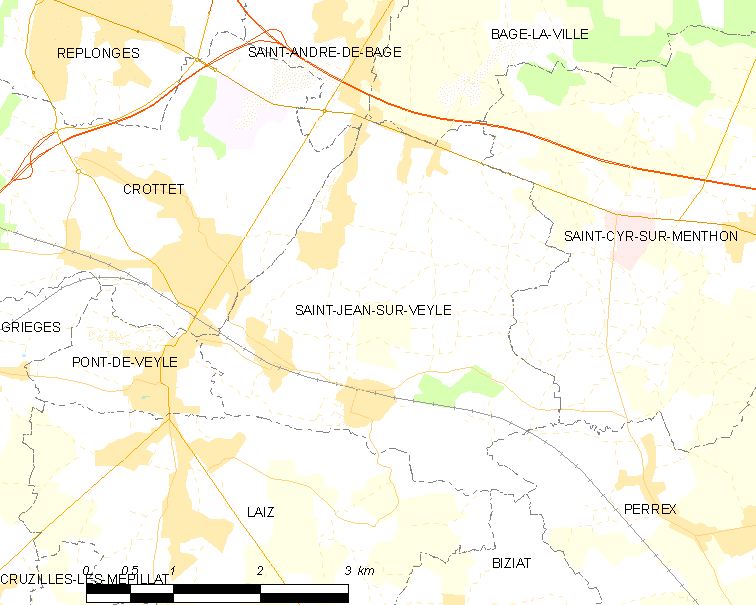
韦勒河畔圣让的OSM定位图

韦勒河畔圣让的时区为UTC+01:00、UTC+02:00（夏令时）。

## 行政
韦勒河畔圣让的邮政编码为01290，INSEE市镇编码为01365。

## 政治
韦勒河畔圣让所属的省级选区为沃纳县。

## 人口

1962-2008年间韦勒河畔圣让人口变化图示

韦勒河畔圣让于2022年1月1日时的人口数量为1154人。